# Radianthus macrodactylus
Radianthus macrodactylus is een zeeanemonensoort uit de familie Stoichactidae.
Radianthus macrodactylus is voor het eerst wetenschappelijk beschreven door Haddon & Shackleton in 1893.